# British Rail Class 318
British Rail Class 318 – typ elektrycznych zespołów trakcyjnych wyprodukowanych w roku 1986 przez firmę BREL. Łącznie do eksploatacji trafiło 21 zestawów, wszystkie są użytkowane obecnie w Szkocji, gdzie ich operatorem jest First ScotRail. 

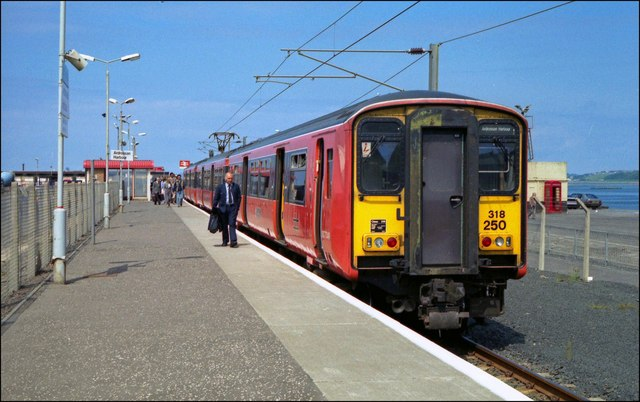
Pociąg na stacji